# Everybody Have a Good Time
Everybody Have a Good Time è un singolo del gruppo rock britannico The Darkness, pubblicato nel 2012 ed estratto dall'album Hot Cakes.

## Tracce
- Download digitale

1. Everybody Have a Good Time – 4:47